# 50 mètres papillon féminin aux championnats du monde de natation 2023
Cet article traite de l'épreuve féminine. Pour la compétition masculine, voir 50 mètres papillon masculin aux championnats du monde de natation 2023.
Le 50 mètres papillon féminin est une épreuve de natation sportive des championnats du monde de natation 2023. Elle a lieu les 28 et 29 juillet 2023 à Fukuoka au Japon.

## Records
Avant cette compétition, les records dans cette discipline étaient :
| Record du monde       | 24 s 43 | Sarah Sjöström | 5 juillet 2014  | Borås, Suède      |
| Record du championnat | 24 s 60 | Sarah Sjöström | 29 juillet 2017 | Budapest, Hongrie |

## Résultats détaillés
Les 16 meilleurs temps se qualifient pour les demi-finales (Q), puis les 8 meilleurs demi-finalistes passent en finale (F).

### Séries
| Rang | Série | Ligne | Nageuse               | Pays | Temps        | Commentaire        |
| ---- | ----- | ----- | --------------------- | --- | ------------ | ------------------ |
| 1    | 7     | 4     | Sarah Sjöström        | Suède | 25 s 04      | Q                  |
| 2    | 7     | 5     | Zhang Yufei           | Chine | 25 s 33      | Q                  |
| 3    | 7     | 3     | Rikako Ikee           | Japon | 25 s 50      | Q                  |
| 4    | 5     | 4     | Mélanie Henique       | France | 25 s 75      | Q                  |
| 5    | 5     | 5     | Farida Osman          | Égypte | 25 s 77      | Q                  |
| 6    | 6     | 4     | Gretchen Walsh        | États-Unis | 25 s 78      | Q                  |
| 7    | 5     | 8     | Neža Klančar          | Slovénie | 25 s 81      | Q, Record national |
| 8    | 7     | 6     | Ai Soma               | Japon | 25 s 96      | Q                  |
| 9    | 6     | 5     | Torri Huske           | États-Unis | 25 s 98      | Q                  |
| 10   | 5     | 3     | Angelina Köhler       | Allemagne | 26 s 02      | Q                  |
| 11   | 6     | 6     | Sara Junevik          | Suède | 26 s 04      | Q                  |
| 12   | 5     | 6     | Ánna Dountounáki      | Grèce | 26 s 14      | Q                  |
| 13   | 6     | 3     | Maaike de Waard       | Pays-Bas | 26 s 17      | Q                  |
| 14   | 7     | 2     | Yu Yiting             | Chine | 26 s 21      | Q                  |
| 15   | 5     | 1     | Kim Busch             | Pays-Bas | 26 s 23      | Q                  |
| 15   | 7     | 1     | Katerine Savard       | Canada | 26 s 23      | Q                  |
| 17   | 7     | 8     | Helena Gasson         | Nouvelle-Zélande | 26 s 29      |                    |
| 18   | 6     | 7     | Brianna Throssell     | Australie | 26 s 30      |                    |
| 19   | 6     | 2     | Margaret MacNeil      | Canada | 26 s 33      |                    |
| 20   | 6     | 1     | Julie Kepp Jensen     | Danemark | 26 s 36      |                    |
| 21   | 7     | 7     | Emilie Beckmann       | Danemark | 26 s 43      |                    |
| 22   | 6     | 8     | Celine Souza Bispo    | Brésil | 26 s 55      |                    |
| 22   | 7     | 0     | Tamara Potocká        | Slovaquie | 26 s 55      |                    |
| 24   | 5     | 7     | Vanessa Ouwehand      | Nouvelle-Zélande | 26 s 57      |                    |
| 25   | 6     | 9     | Quah Ting Wen         | Singapour | 26 s 67      |                    |
| 26   | 5     | 2     | Paulina Peda          | Pologne | 26 s 71      |                    |
| 27   | 4     | 6     | Huang Mei-chien       | Taipei chinois | 26 s 73      |                    |
| 28   | 5     | 0     | Jenjira Srisa-Ard     | Thaïlande | 26 s 78      |                    |
| 29   | 5     | 9     | Tayde Sansores        | Mexique | 26 s 82      |                    |
| 30   | 4     | 4     | Danielle Hill         | Irlande | 26 s 90      |                    |
| 31   | 7     | 9     | Tam Hoi Lam           | Hong Kong | 26 s 91      |                    |
| 32   | 6     | 0     | Barbora Seemanová     | Tchéquie | 27 s 02      |                    |
| 33   | 4     | 5     | Sirena Rowe           | Colombie | 27 s 19      |                    |
| 34   | 4     | 3     | Lismar Lyon           | Venezuela | 27 s 53      |                    |
| 35   | 4     | 1     | Olivia Borg           | Samoa | 27 s 77      | Record national    |
| 36   | 4     | 2     | Amel Melih            | Algérie | 27 s 79      |                    |
| 37   | 4     | 8     | Oumy Diop             | Sénégal | 27 s 86      |                    |
| 38   | 4     | 7     | Luana Alonso          | Paraguay | 28 s 13      |                    |
| 39   | 3     | 5     | Rhanishka Gibbs       | Bahamas | 28 s 43      |                    |
| 40   | 4     | 0     | Emily Siobhan Muteti  | SMFWorld Aquatics : Suspended Member Federation (Membre d'une fédération suspendue) Membre d'une fédération suspendue | 28 s 46      |                    |
| 41   | 3     | 3     | María José Ribera     | Bolivie | 28 s 58      |                    |
| 41   | 4     | 9     | Maria Schutzmeier     | Nicaragua | 28 s 58      |                    |
| 43   | 3     | 7     | Cherelle Thompson     | Trinité-et-Tobago | 28 s 84      |                    |
| 44   | 3     | 6     | Tara Naluwoza         | Ouganda | 29 s 07      |                    |
| 45   | 1     | 7     | Adaku Nwandu          | Nigeria | 29 s 38      |                    |
| 46   | 3     | 4     | Mikaili Charlemagne   | Sainte-Lucie | 29 s 39      |                    |
| 47   | 3     | 2     | Chloë Farro           | Aruba | 29 s 41      |                    |
| 48   | 3     | 1     | Nubia Adjei           | Ghana | 29 s 54      |                    |
| 49   | 3     | 8     | Bisma Khan            | Pakistan | 29 s 63      |                    |
| 50   | 3     | 0     | Kennice Greene        | Saint-Vincent-et-les-Grenadines                                                                                       | 29 s 90      |                    |
| 51   | 3     | 9     | Bianca Mitchell       | Antigua-et-Barbuda | 29 s 97      |                    |
| 52   | 2     | 4     | Hayley Hoy            | Eswatini | 30 s 73      |                    |
| 53   | 2     | 5     | Ayah Binrajab         | Bahreïn | 30 s 86      |                    |
| 54   | 2     | 0     | Abigail Ai Tom        | Papouasie-Nouvelle-Guinée                                                                                             | 31 s 46      |                    |
| 55   | 2     | 3     | Sonia Khatun          | Bangladesh | 31 s 51      |                    |
| 56   | 2     | 2     | Ekaterina Bordachyova | Tadjikistan | 32 s 09      |                    |
| 57   | 1     | 4     | Taeyanna Adams        | SMFWorld Aquatics : Suspended Member Federation (Membre d'une fédération suspendue) Membre d'une fédération suspendue | 32 s 53      |                    |
| 58   | 2     | 7     | Arleigha Hall         | Îles Turques-et-Caïques                                                                                               | 32 s 55      |                    |
| 59   | 1     | 5     | Maria Batallones      | Îles Mariannes du Nord                                                                                                | 33 s 49      |                    |
| 60   | 2     | 9     | Alyse Maniriho        | Burundi | 36 s 57      |                    |
| 61   | 1     | 6     | Lina Alemayehu Selo   | Éthiopie | 37 s 68      |                    |
| 62   | 2     | 1     | Galyah Mikel          | Palaos | 38 s 22      |                    |
| 63   | 2     | 8     | Marie Amenou          | Togo | 39 s 50      |                    |
| 64   | 1     | 2     | Claudette Ishimwe     | Rwanda | 41 s 44      |                    |
| -    | 1     | 3     | Ruth Turay            | Sierra Leone | Non partante | Non partante       |
| -    | 2     | 6     | Taffi Illis           | Saint-Martin | Non partante | Non partante       |

### Demi-finales
| Rang | Série | Ligne | Nageuse          | Pays       | Temps   | Commentaire        |
| ---- | ----- | ----- | ---------------- | ---------- | ------- | ------------------ |
| 1    | 2     | 4     | Sarah Sjöström   | Suède      | 24 s 74 | F                  |
| 2    | 1     | 4     | Zhang Yufei      | Chine      | 25 s 17 | F, Record national |
| 3    | 1     | 3     | Gretchen Walsh   | États-Unis | 25 s 48 | F                  |
| 4    | 1     | 5     | Mélanie Henique  | France     | 25 s 70 | F                  |
| 5    | 2     | 5     | Rikako Ikee      | Japon      | 25 s 72 | F                  |
| 6    | 2     | 3     | Farida Osman     | Égypte     | 25 s 74 | F                  |
| 7    | 2     | 2     | Torri Huske      | États-Unis | 25 s 75 | F                  |
| 8    | 2     | 7     | Sara Junevik     | Suède      | 25 s 77 | F                  |
| 9    | 1     | 7     | Ánna Dountounáki | Grèce      | 25 s 82 |                    |
| 10   | 2     | 6     | Neža Klančar     | Slovénie   | 25 s 83 |                    |
| 11   | 1     | 2     | Angelina Köhler  | Allemagne  | 25 s 88 |                    |
| 12   | 1     | 8     | Katerine Savard  | Canada     | 25 s 98 |                    |
| 13   | 2     | 1     | Maaike de Waard  | Pays-Bas   | 26 s 02 |                    |
| 14   | 2     | 8     | Kim Busch        | Pays-Bas   | 26 s 14 |                    |
| 15   | 1     | 6     | Ai Soma          | Japon      | 26 s 18 |                    |
| 16   | 1     | 1     | Yu Yiting        | Chine      | 26 s 27 |                    |

### Finale
| Rang               | Ligne | Nageuse         | Pays       | Temps   | Commentaire   |
| ------------------ | ----- | --------------- | ---------- | ------- | ------------- |
| Médaille d'or      | 4     | Sarah Sjöström  | Suède      | 24 s 77 |               |
| Médaille d'argent  | 5     | Zhang Yufei     | Chine      | 25 s 05 | Record d'Asie |
| Médaille de bronze | 3     | Gretchen Walsh  | États-Unis | 25 s 46 |               |
| 4                  | 7     | Farida Osman    | Égypte     | 25 s 62 |               |
| 5                  | 1     | Torri Huske     | États-Unis | 25 s 64 |               |
| 6                  | 8     | Sara Junevik    | Suède      | 25 s 74 |               |
| 7                  | 2     | Rikako Ikee     | Japon      | 25 s 78 |               |
| 8                  | 6     | Mélanie Henique | France     | 25 s 80 |               |